# Saint-Aimé-du-Lac-des-Îles
Saint-Aimé-du-Lac-des-Îles è un comune del Canada, situato nella provincia del Québec, nella regione di Laurentides.